# Мехер Баба
Мехер Баба е индийски духовен учител, мистик и философ. Известен е с това, че твърди че е Бог в човешка форма.
Ученията му са тясно свързани с хиндуизма, будизма и суфизма. Според Баба светът, в който живеем е илюзия и единственото, което съществува е Бог. Така всяко едно живо същество реално представлява Бог, който чрез прераждането преминава през различни форми за да достигне крайната си точка – да осъзнае божествеността си.
От 1925 година до края на живота си Мехер Баба запазва пълно мълчание и контактува с хората чрез жестове и посочване на букви от азбуката. През 1931 започва първите си посещения в западни страни, където привлича и множество последователи.
През последните си години Баба твърдо се обявява против използването на наркотични вещества като ЛСД и други психиделични еквиваленти за духовни и религиозни цели, като твърди че ако е възможно човек да се докосне до Бог благодарение на наркотиците, то „Бог не заслужава да бъде Бог“.
Интересен факт е че световноизвестната песен „Don't Worry, Be Happy“ е вдъхновена от ученията на Мехер Баба, който често е използвал тази фраза пред последователите си, за да им покаже, че няма от какво да се страхуват.